# Ménisque (physique)
Pour les articles homonymes, voir Ménisque.
Le ménisque est la partie courbe de la surface d'un liquide qui apparaît au voisinage de la surface du contenant ou d'un autre objet, souvent solide, lorsque l'orientation de la surface de l'objet n'est pas compatible avec celle de la surface du liquide. Il peut donc disparaître ou s'inverser lorsqu'on change l'orientation de l'objet.
L'orientation compatible est dictée par l'angle de contact entre le fluide et la surface de l'objet. Cet angle dépend de la nature chimique du liquide et de celle du solide, ainsi que de la rugosité éventuelle du solide. Il dépend du ratio entre la tension de surface liquide-gaz (c'est-à-dire le coût énergétique d'une interface air-fluide) et la tension de surface liquide-contenant (ou force d'adhésion). Il est déterminé à l'aide de la loi de Young-Dupré : {\displaystyle \cos \theta ={\frac {\gamma _{SV}-\gamma _{SL}}{\gamma _{LV}}}} où : {\displaystyle \gamma _{SV}}, {\displaystyle \gamma _{SL}} et {\displaystyle \gamma _{LV}} désignent respectivement la tension superficielle des interfaces solide/vapeur, solide/liquide et liquide/vapeur. Cette loi théorique n'est cependant observée qu'avec des solides parfaits.
Il peut donc être convexe ou concave. Voici des règles générales : 
- un ménisque de forme convexe apparaît, entre autres, avec du mercure, fluide à la tension de surface très élevée qui constituait par exemple les thermomètres. Il se produit lorsque la force de cohésion est supérieure à la force d'adhésion, le fluide n'a donc pas tendance à adhérer à la surface ;
- à l'inverse, un ménisque concave se forme lorsque l'adhésion est supérieure à la cohésion (le fluide a tendance à adhérer à la paroi). Généralement, on observe ce genre de ménisque avec de l'eau.

Néanmoins, pour être plus précis, la forme du ménisque dépend à la fois du fluide considéré, et du type de matériau dans lequel on le stocke. Par exemple, l'eau dans le verre crée un ménisque concave, mais si on la mettait dans un tube couvert de feuille de lotus (surface hydrophobe), le ménisque serait convexe.
Quand on fait une mesure, par exemple avec une éprouvette graduée, on doit regarder en face du bas du ménisque pour lire la mesure précisément car c'est ce qui minimise l'erreur de mesure (dans le cas concave) : en effet le volume d'eau non pris en compte reste inférieur au volume d'eau qu'on prendrait faussement en compte si on prenait le haut du ménisque.

## Exemple d'application
La mesure précise d'un volume de solution aqueuse à l'aide d'une burette utilise la méthode du ménisque concave.

A : le ménisque est orienté vers le bas, il est concave B : le ménisque est orienté vers le haut, il est convexe.
Une vue moléculaire du ménisque de l'eau.
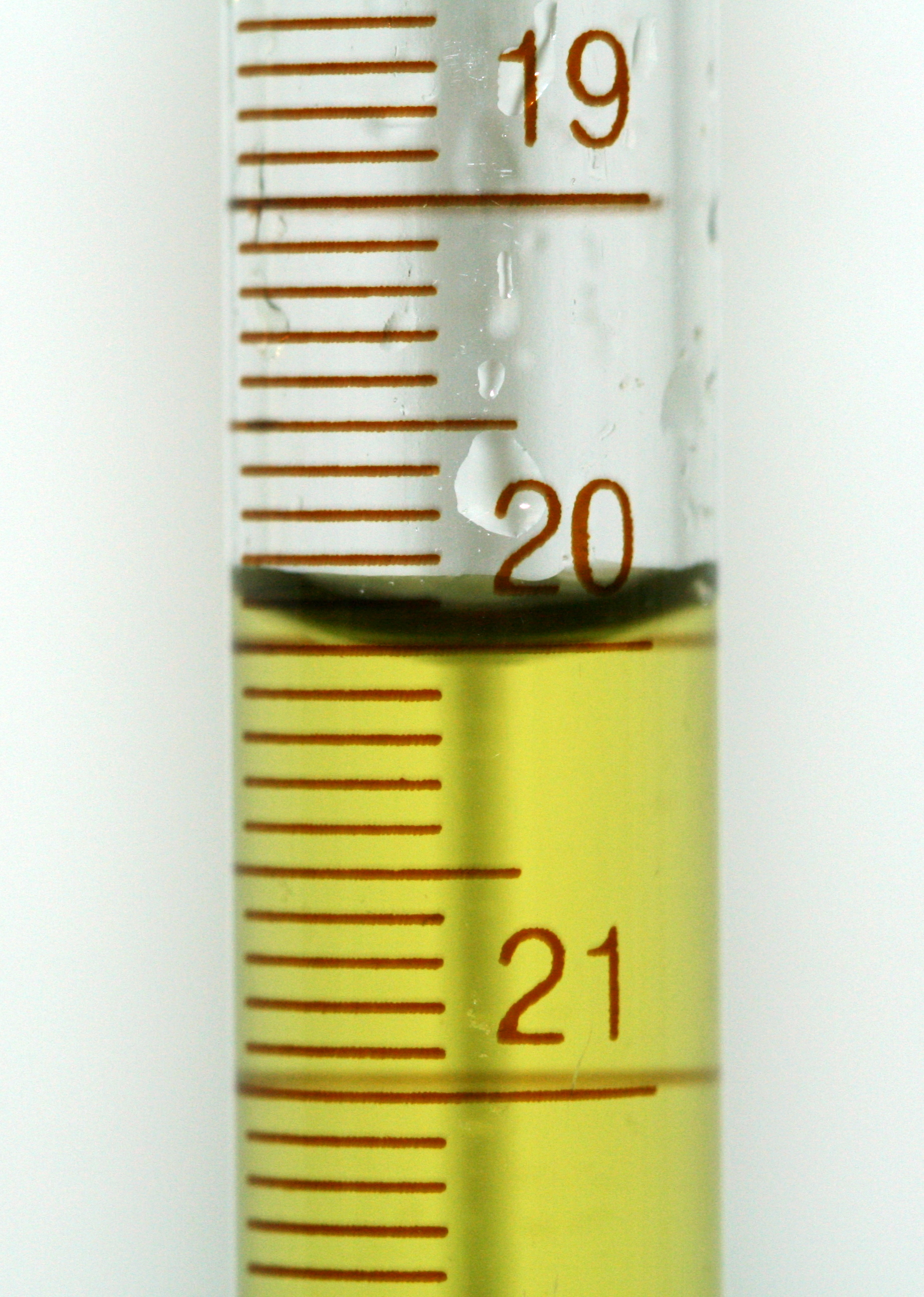
Un ménisque vu dans une burette d'eau colorée (valeur de volume relevée=20 ml).